# St. Johannes der Täufer (Limmersdorf)

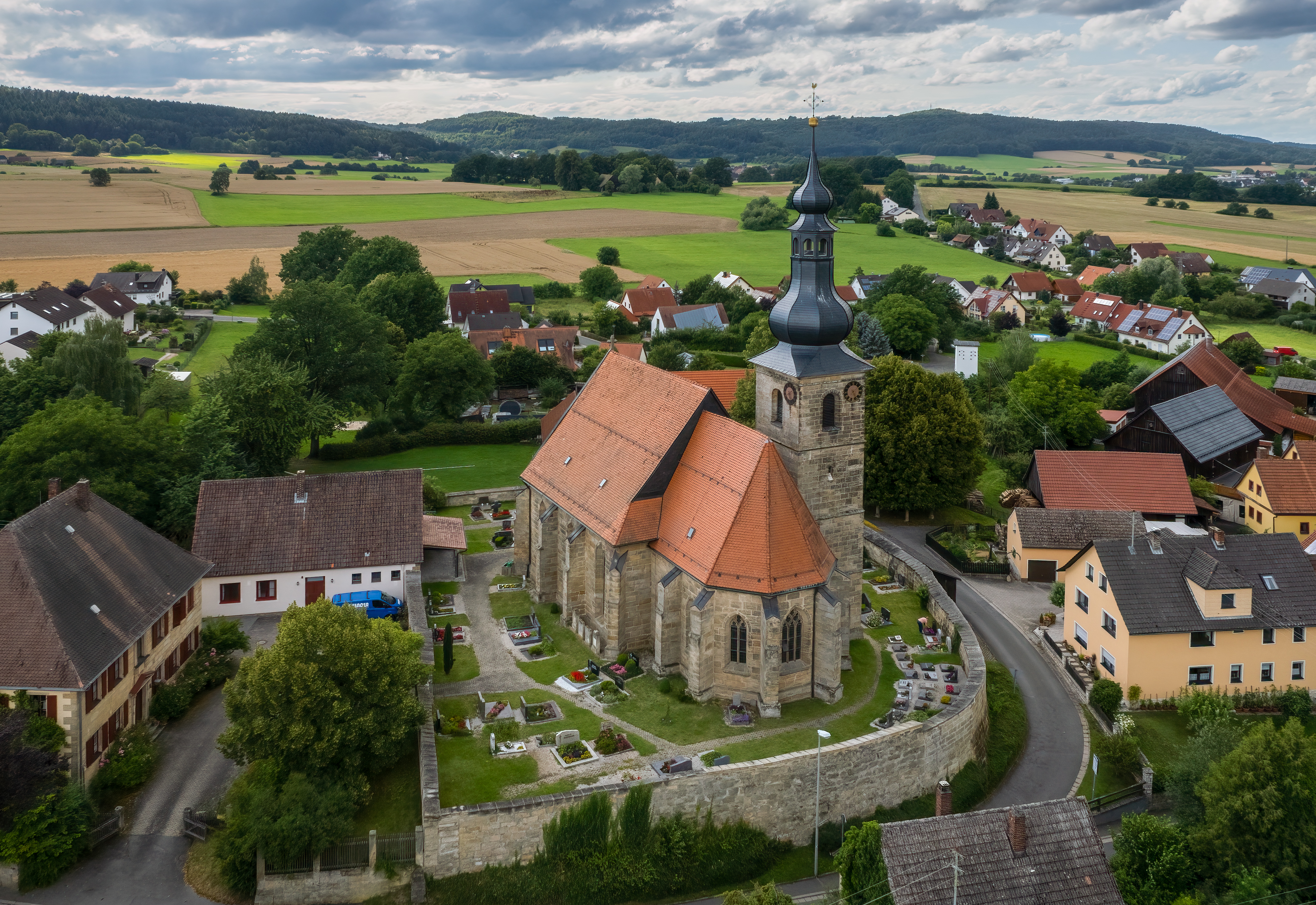
St. Johannes der Täufer (Limmersdorf)

Die evangelische Pfarrkirche St. Johannes der Täufer steht im ummauerten Friedhof von Limmersdorf, einem Gemeindeteil des Marktes Thurnau im oberfränkischen Landkreis Kulmbach in Bayern. Das denkmalgeschützte Bauwerk entstand im 16. Jahrhundert. Die Kirchengemeinde gehört zum Dekanat Thurnau im Kirchenkreis Bayreuth der Evangelisch-Lutherischen Kirche in Bayern.

## Beschreibung

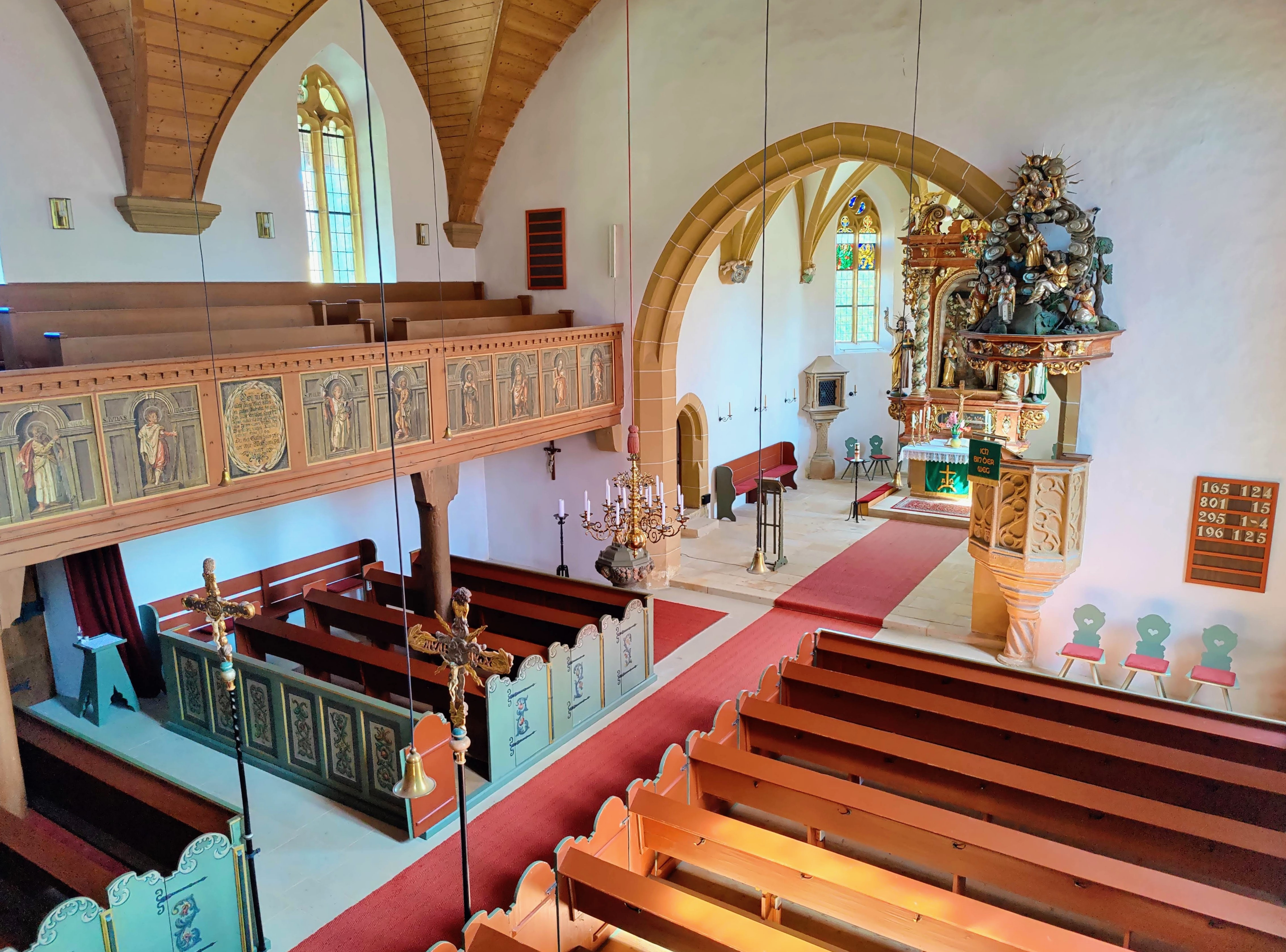
Innenraum (2022)

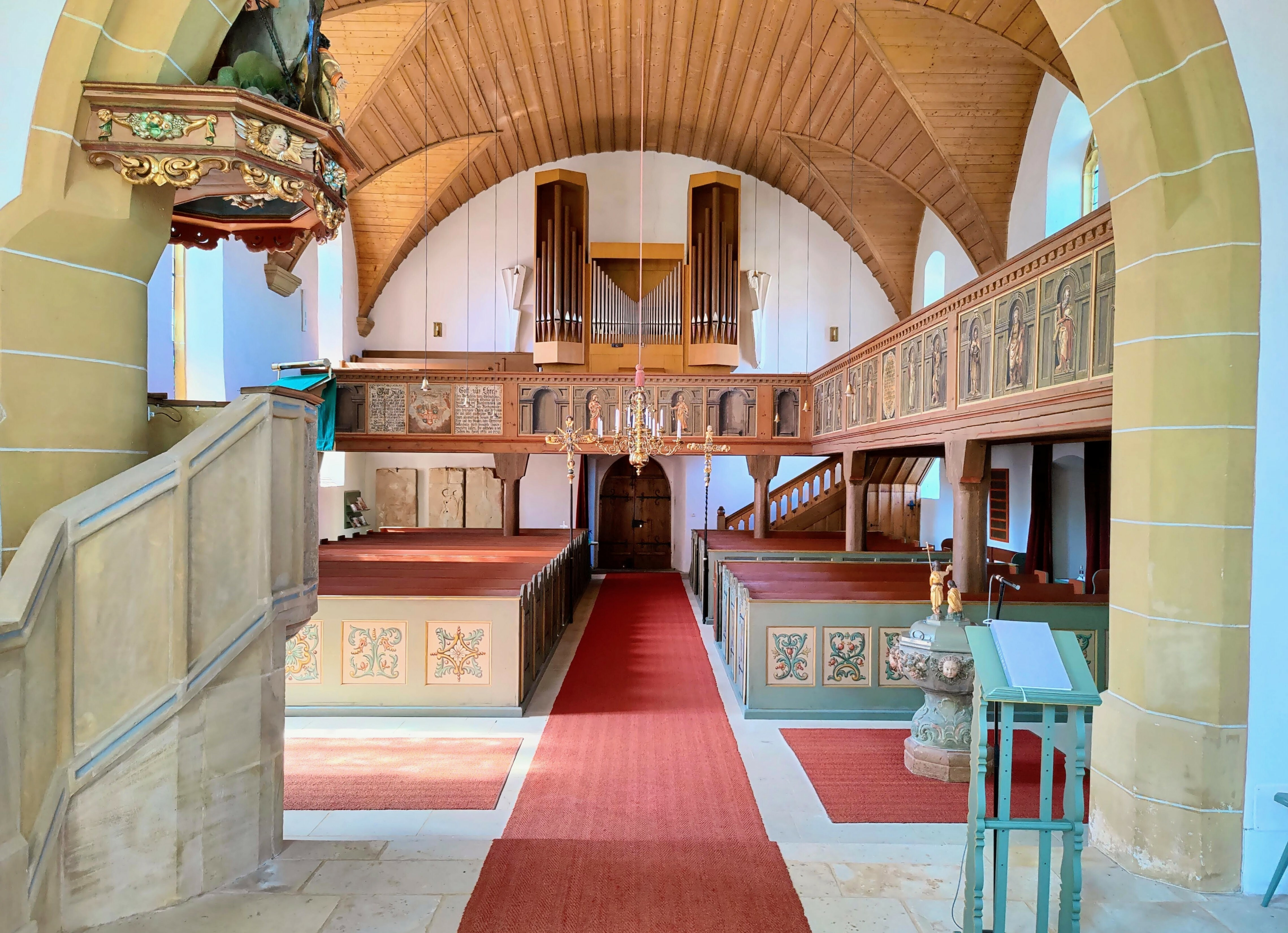
Blick zur Orgel

Die spätgotische Saalkirche aus Quadermauerwerk wurde unter Eberhard I. Förtsch von Thurnau auf den Resten des Vorgängerbaus errichtet. Sie besteht aus einem Langhaus mit drei Jochen, einem eingezogenen Chor mit einem Joch und 5/8-Schluss, deren Wände von Strebepfeilern gestützt werden, und einem Chorflankenturm an dessen Nordwand. Der Turm wurde 1729 aufgestockt, um die Turmuhr und den Glockenstuhl unterzubringen, und mit einer Welschen Haube bedeckt. Der Innenraum des mit einem Satteldach bedeckten Langhauses ist mit einem hölzernen Tonnengewölbe überspannt, der des Chors mit einem Netzgewölbe auf Konsolen. Der Altar wurde 1723 gebaut, die Kanzel bereits 1520, ihr Schalldeckel wurde erst 1680 ergänzt. netzrippengewölbter,
eingezogener Chor und Langhaus, 1510–42, West- und Seitenempore mit gefassten
Brüstungsfeldern, bez. 1699, Holzgewölbe mit Stichkappen modern, Turm im
nördlichen Chorwinkel 1729 erhöht; mit Ausstattung.